# Kantonese opera

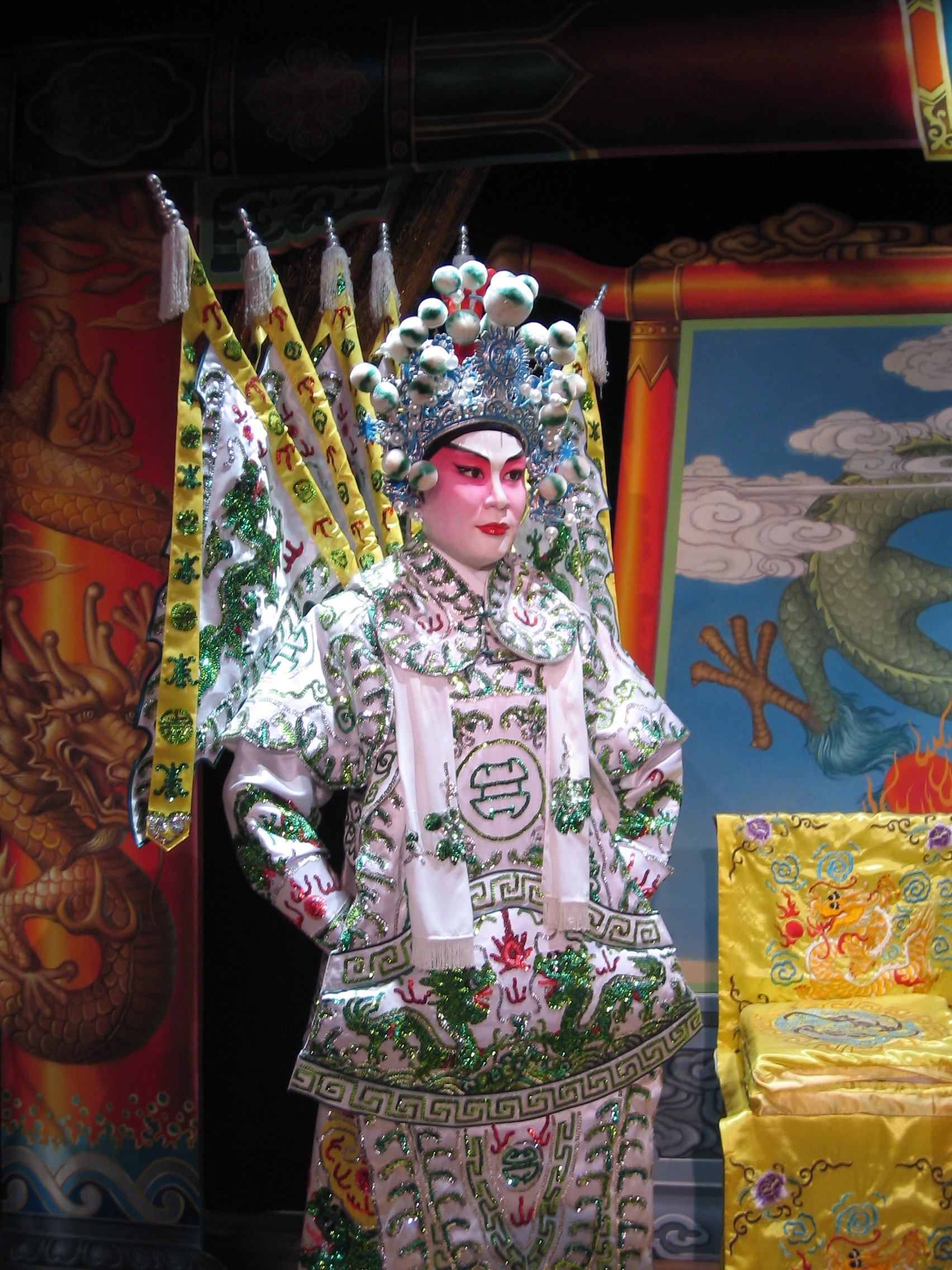
Yue-opera-acteur in kostuum

De yue-opera is een van de vele vormen van Chinese opera. Hij wordt voornamelijk gespeeld in Guangdong, Guangxi, Hongkong, Macau en andere gebieden in Zuidoost-Azië met een Chinese gemeenschap.
Kantonese opera bestaat uit verschillende varianten. De religieuze variant wordt alleen gespeeld op religieuze feestdagen en taipingqingjiao. Net als bij alle andere vormen van Chinese opera was het voor de vrouwenemancipatie in China verboden voor vrouwen om in de opera te spelen.

## Geschiedenis
De ontwikkeling van de Kantonese opera begon ten tijde van de Yuan-dynastie, maar de meeste wetenschappers houden de 13e eeuw aan, ten tijde van de Zuidelijke Song-dynastie. In de 12e eeuw ontstond de operavorm "zuidelijke opera" (南戲), die in openbare theaters in Hangzhou werd gespeeld. Toen de Mongolen zuidwaarts trokken, vluchtte de keizer van de Song-dynastie met duizenden andere Han-Chinezen in 1276 naar de provincie Guangdong. Onder dit volk bevonden zich ook zuidelijke operaspelers. Deze ontwikkelden de opera verder, waardoor de vorm Kantonese opera ontstond.
Door de Chinese diaspora is de Kantonese opera ook in andere Chinese buurten in de wereld te zien.

## Belangrijke artiesten

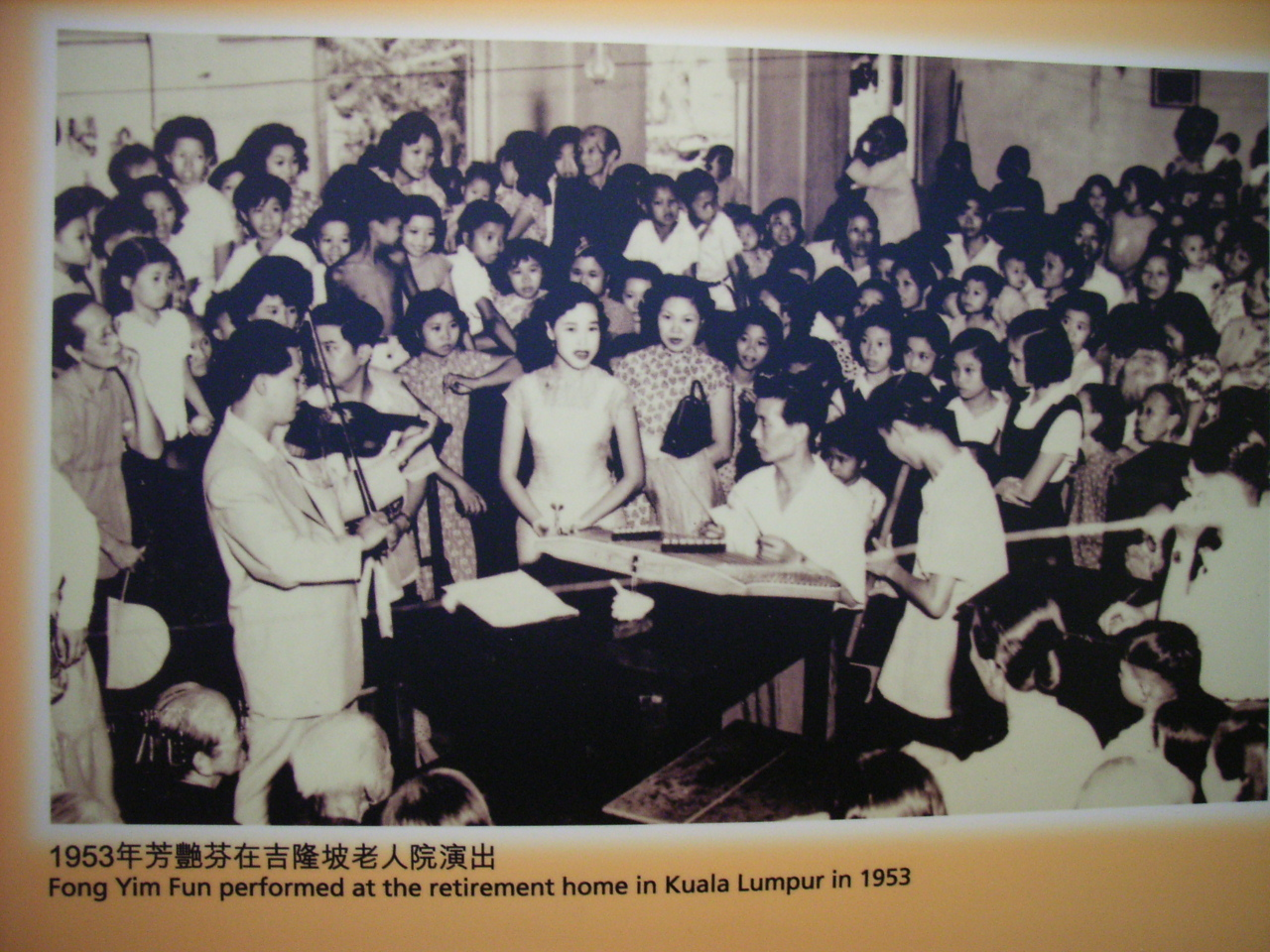
Fong Yeem Fun in 1953

Belangrijke artiesten in de Kantonese opera zijn onder anderen:
| Engelse naam     | Hanzi    |
| ---------------- | -------- |
| Bak Sheut Sin    | 白雪仙   |
| Man Chin-Sui     | 文千歲   |
| Yuen Siu Fai     | 阮兆輝   |
| Yan Fei Yin      | 尹飛燕   |
| Sun Ma Sze Tsang | 新馬師曾 |
| Kwan Tak-Hing    | 關德興   |
| Goi Ming Fai     | 蓋鳴暉   |
| Lam Kar-Sing     | 林家聲   |
| Fong Yin Fun     | 方艷芬   |
| Ho Fei-Fan       | 何非凡   |
| Hong Sin Lui     | 紅線女   |
| Fung Wong Leui   | 鳳凰女   |
| Leung Sing-Bor   | 梁醒波   |
| Lang Chi Bak     | 靚次伯   |
| Boon Yat On      | 半日安   |
| Yam Kim Fai      | 任劍輝   |
| Loong Kim Sang   | 龍劍笙   |
| Koi Ming Fai     | 蓋鳴暉   |
| Lau Wai Ming     | 劉惠鳴   |

De vier grote mannenstemspelers (平喉四大天王) zijn:
| Engelse naam     | Hanzi  |
| ---------------- | ------ |
| Tsuih Lau Seen   | 徐柳仙 |
| Siu Meng Sing    | 小明星 |
| Cheung Yuet Yee  | 張月兒 |
| Cheung Waih Fong | 張惠芳 |

De vier grote Kantonese operasterren (四大天王) zijn:
| Engelse naam    | Hanzi  |
| --------------- | ------ |
| Sit Gok Sing    | 薛覺先 |
| Ma Sze Tsang    | 馬師曾 |
| Kwai Ming Yeung | 桂明楊 |
| Bak Yuk Tong    | 白玉堂 |

## Beroemde operaverenigingen
- Chinese Artist Association of Hong Kong

## Beroemde operastukken
- Luk jyut syut/六月雪
- Wu bat gwai/胡不歸
- Hoeng lo cung/香羅塚
- Lau ji wui/樓台會
- Baak se zyun/白蛇傳
- Dai neoi faa/帝女花
- Zi caai gei/紫釵記
- Baak tou wui/白兔會
- Cou ngo zyun/醋娥傳
- Jau lung hei fung/游龍戲鳳
- Sai lau co mung/西樓錯夢
- Gau tin jyun neoi/九天玄女
- Zoi sai hung mui gei/再世紅梅記
- Soeng sin baai jyut ting/雙仙拜月亭
- Jat nin jat dou jin gwai loi/一年一度燕歸來
- Fung gok jan sau mei liu cing/鳳閣恩仇未了情